# Manobra de Piquissiri
A chamada manobra de Piquissiri foi uma tática usada pelo comandante brasileiro Luís Alves de Lima e Silva, então marquês de Caxias, na Guerra da Tríplice Aliança. Em termos de estratégia, é considerada como a mais ousada e criativa de todo o conflito.

## História

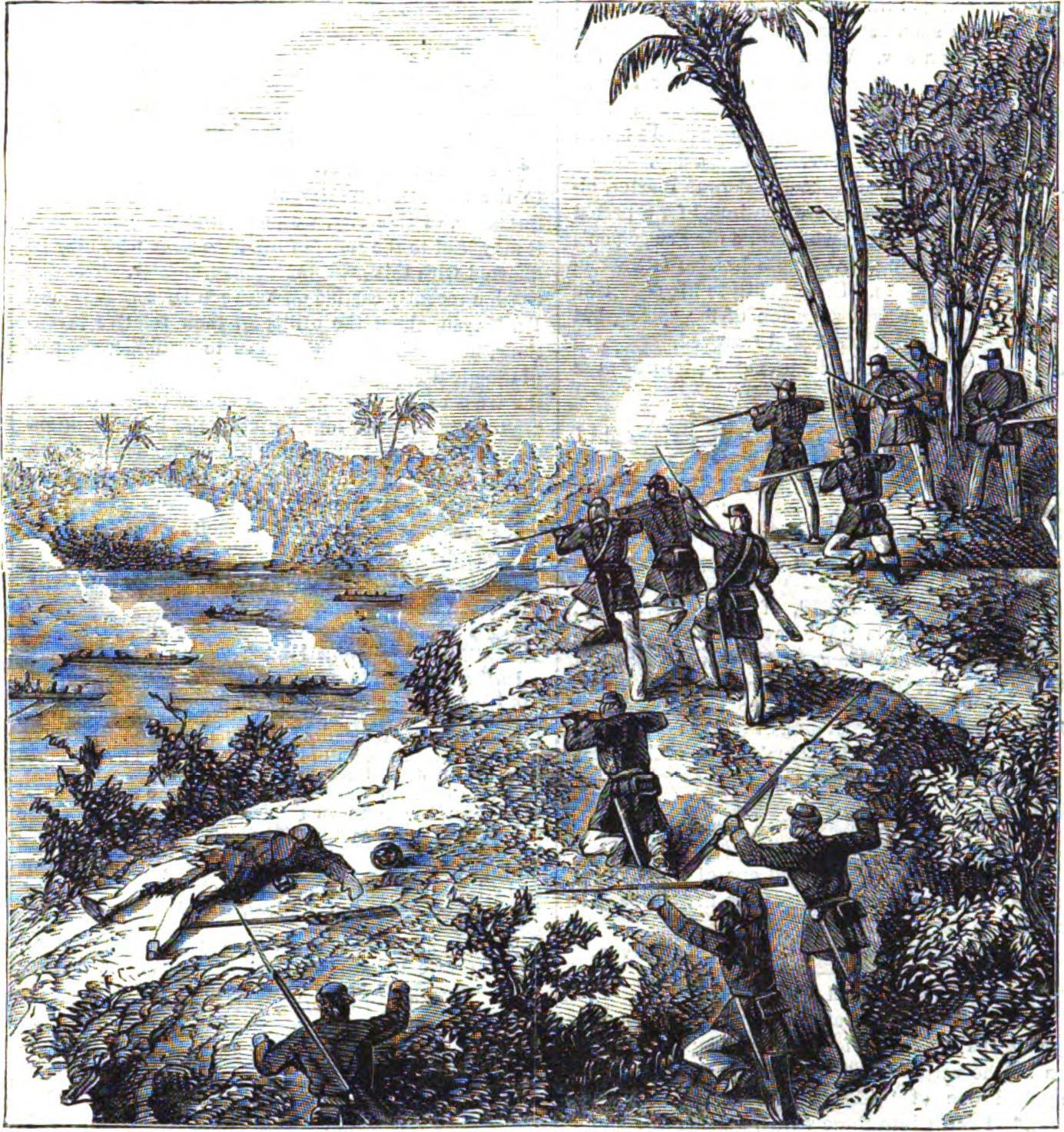
Combate no Chaco (Harper's Weekly: A Journal of Civilization, Vol. XII, nº 617, 24/10/1868).

Após a queda da Fortaleza de Humaitá (Julho de 1868), Francisco Solano López concentrou as suas tropas em uma posição forte ao longo do riacho Piquissiri, na margem esquerda do rio Paraguai.
Para contorná-la, Caxias determinou a construção de uma estrada com onze quilômetros de extensão, na margem direita do Paraguai, através dos pântanos do Chaco, conduzindo à retaguarda dos paraguaios.
Com o apoio da Marinha Imperial, fez transportar 23 mil soldados para o início da estrada aberta, pela qual avançaram pela margem direita do rio, desbordando a posição fortificada inimiga.
As embarcações da Marinha, que já haviam forçado a passagem de Angostura, avançaram para o norte, onde reembarcaram as tropas que provinham da estrada do Chaco, transportando-as para a margem esquerda, em San António, ao norte do dispositivo inimigo.
López, convencido de que as tropas aliadas não poderiam cruzar o Chaco, foi surpreendido com o assalto aliado pela sua retaguarda, sendo forçado a recuar com as suas tropas sobreviventes. Seguir-se-iam os combates de Itororó, Avaí e Lomas Valentinas.